# Tatiana Woollaston
Tatiana Woollaston, cuyo nombre de nacimento es Tatiana Torchilo (Pinsk, 8 de noviembre de 1986), es una árbitra de snooker bielorrusa. Supervisa partidos del World Snooker Tour.

## Biografía
Nació en la ciudad bielorrusa de Pinsk en 1986. Es árbitra de snooker desde 2008. Fue la colegiada de la final del Abierto de Gales de 2015 y también se ha estrenado en el Crucible, donde debutó en el Campeonato Mundial de Snooker de 2020. Está casada con el jugador profesional de snooker Ben Woollaston.